# Pentatomidae
Los  pentatómidos (Pentatomidae) son una familia de insectos hemípteros que incluyen a chinches boticarias y chinches hediondas. Tiene casi 5000 especies en ~900 géneros en 10 subfamilias en el mundo
Si se los molesta, emiten un líquido maloliente, cuyo rancio aroma se debe a compuestos como el cianuro. Sus antenas tienen 5 segmentos, dándole a la familia su apelativo. Su cuerpo está usualmente blindado.
Muchos integrantes de esta familia son considerados plagas de la agricultura, debido a que crean inmensas poblaciones;  succionan savia vegetal y dañan la producción, y son  resistentes a muchos pesticidas.
Es de distribución cosmopolita con numerosas especies. En Norteamérica hay 221 especies. 
En las islas británicas hay 33 especies de pentatómidos, de la superfamilia Pentatomoidea, 32 de los cuales son nativos y una considerada naturalizada muy recientemente. De esas 32 especies, 17 están en la familia Pentatomidae.

## Descripción

Morfología de PentatomidaeA, Cabeza. B, Tórax. C, Abdomen.
1, Cabeza. 2, Antena. 3, Ojo. 4, Pronoto. 5, Escutelo. 6, Margen inferior del ala. 6, 7, 8, Hemielitra. 9, Sección membranosa del ala. 10, Segmentos abdominales. 11, Uñas tarsales. 12, Segmentos tarsales. 13, Tibia, 14, Fémur.

El pico está compuesto de 4 segmentos. Las antenas tienen 5 segmentos. El escutelo (sección del tórax) es de forma trapezoidal, suele ser verde o rojo. La sección final de la pata o tarso presenta 3 segmentos y termina en las uñas. Las alas delanteras son llamadas hemielitra porque la sección basal es endurecida o esclerotizada (semejante a los élitros de los escarabajos), mientras que la sección terminal es membranosa. El ala posterior es membranosa.

## Biología
Se las suele llamar chinches hediondas por el olor desagradable de muchas de sus especies. Es el producto de una secreción glandular exudada por los poros del tórax cuando se sienten amenazados. La secreción está compuesta de aldehidos con olor semejante al cilantro. En algunas especies ésta también contiene cianuro y un olor a almendras rancias.
La mayoría son herbívoros, pero los de la subfamilia Asopinae son depredadores de otros insectos.
Tienen una o dos generaciones al año. Suelen ser activos desde la primavera al otoño y pasan el invierno ocultos en la hojarasca del suelo.

## Importancia económica

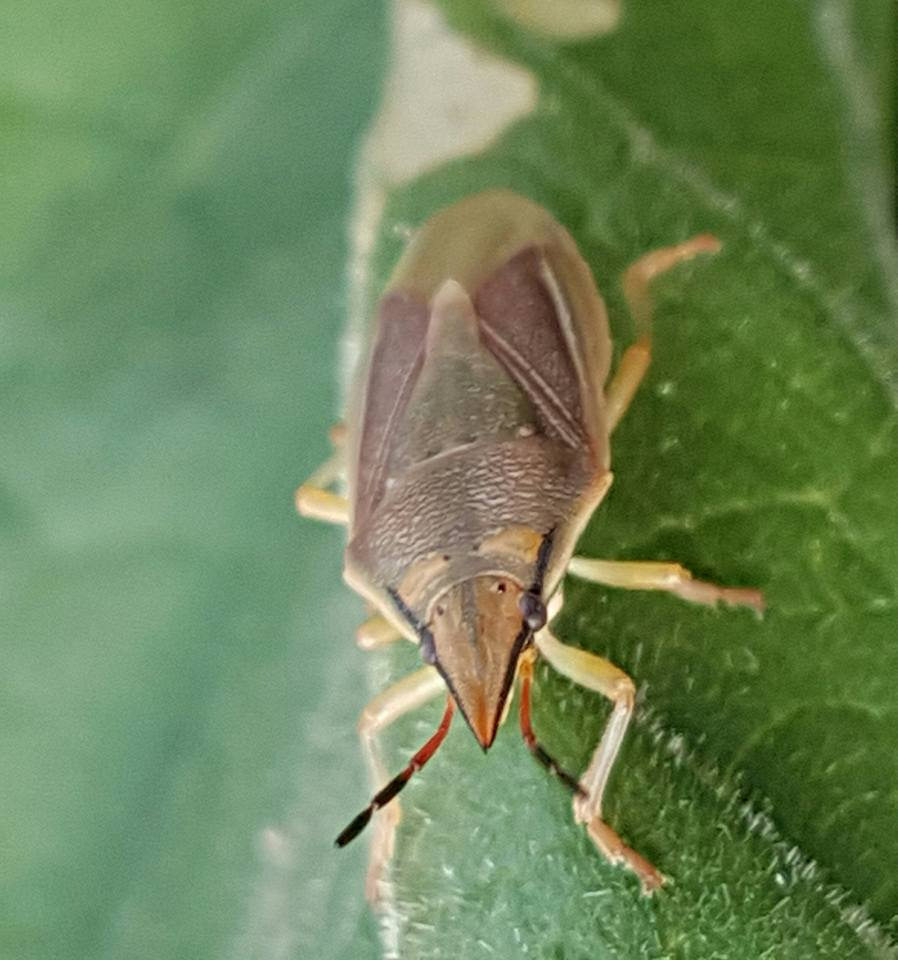
Acoloba lanceolata (Fabricius, 1803) - Hamerkop, Magaliesberg, Sudáfrica

Muchos pentatómidos son considerados plagas de la agricultura porque cuando las poblaciones alcanzan grandes números pueden causar graves daños a las cosechas. Algunos se han vuelto resistentes a los plaguicidas. Son una amenaza para el algodón, el maíz, el sorgo y muchos arbustos y enredaderas ornamentales. Sin embargo, hay algunas especies beneficiosas, como Podisus maculiventris, capaces de atacar a especies plagas como el escarabajo japonés, cocinélidos herbívoros de la subfamilia Epilachninae y otros.  
Algunos sirven de alimento, por ejemplo en Laos, donde son apreciados por su fuerte sabor.

## Taxonomía

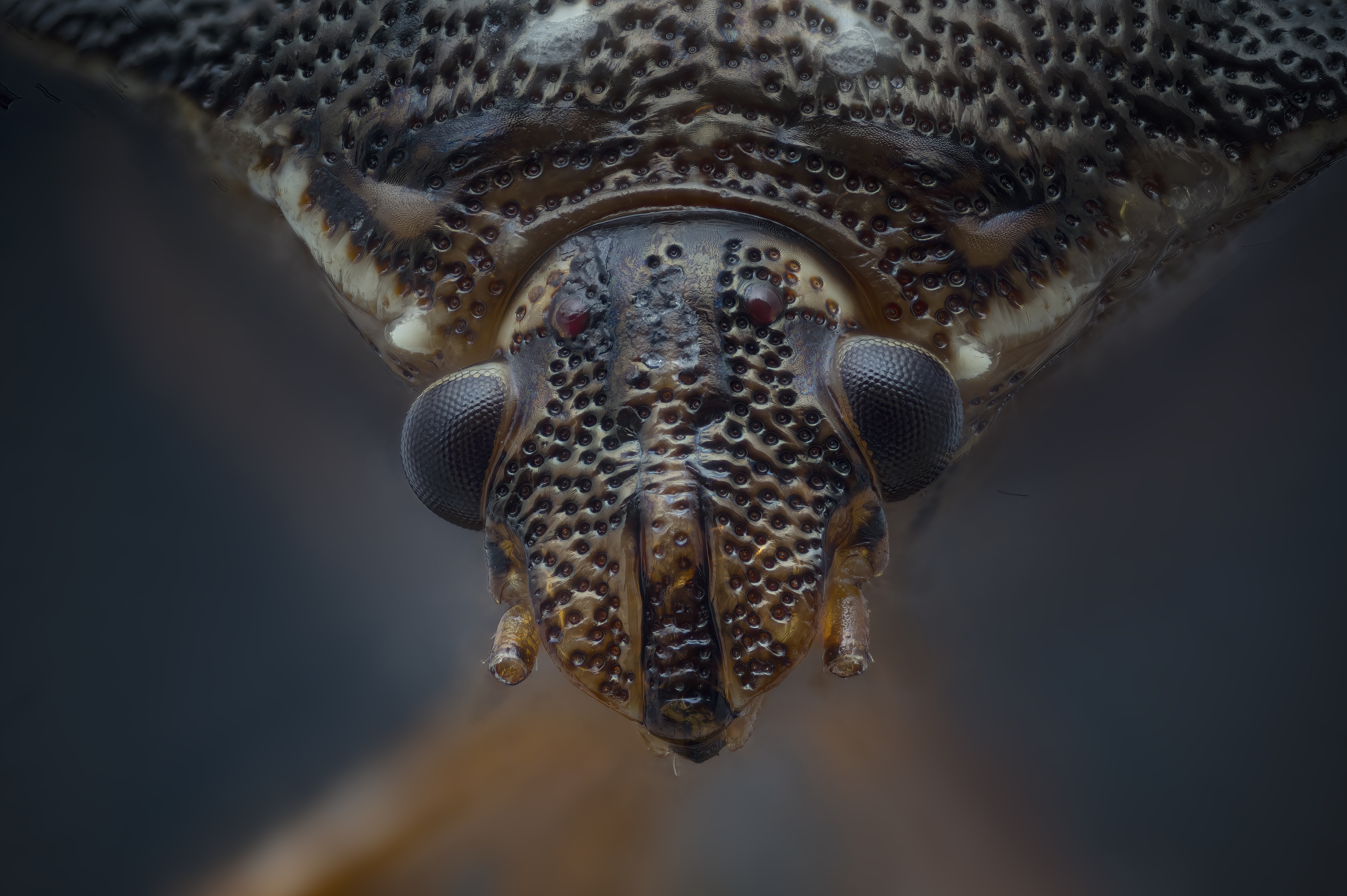
Pentatomidae detalle

Incluye varias subfamilias, de las cuales la subfamilia australiana Aphylinae es a veces considerada una familia aparte según Grazia et al. (2008).
Lista de géneros

### Algunas especies
- Palomena prasina
- Halyomorpha halys
- Agonoscelis rutila
- Pentatoma rufipes
- Eurydema ornatum
- Codophila varia
- Graphosoma semipunctatum
- Chinavia hilaris
- Brachynema simonyi
- Nezara viridula
- Aelia acuminata
- Carpocoris mediterraneus
- Piezodorus lituratus

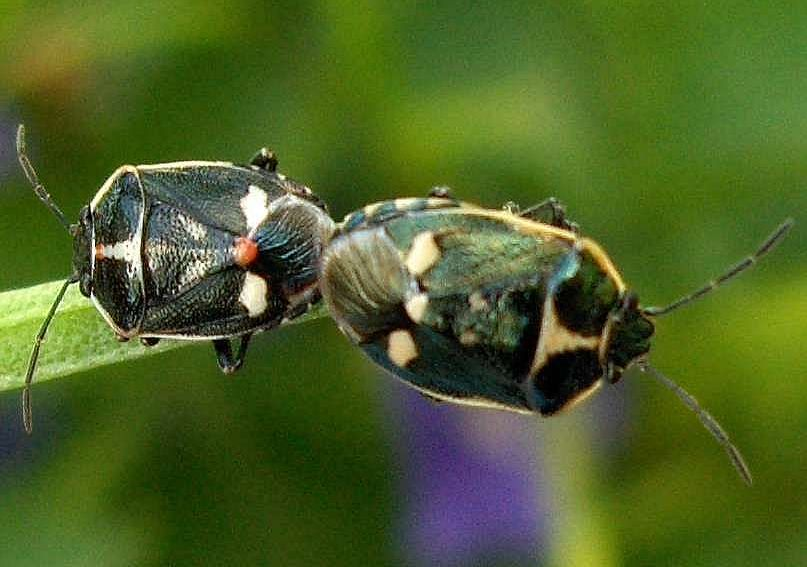
Eurydema oleracea
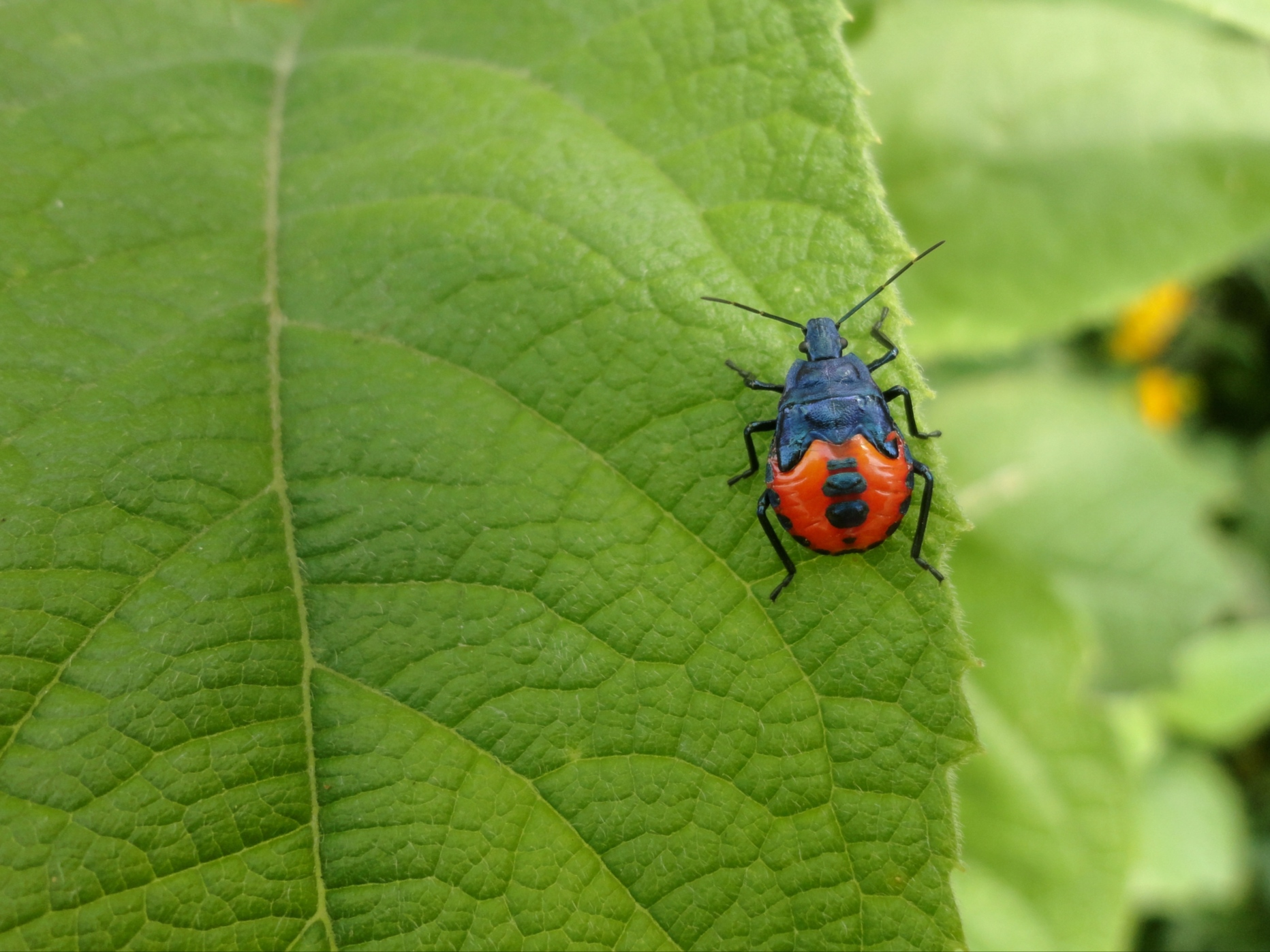
Euthyrhynchus floridanus, ninfa
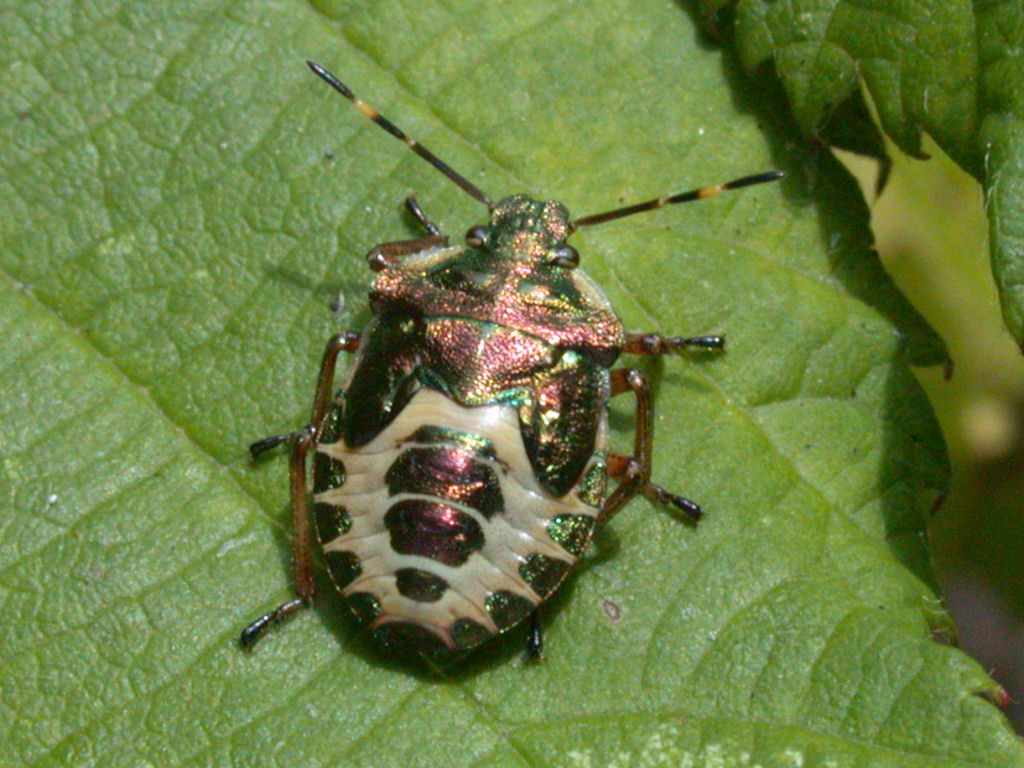
Troilus luridus
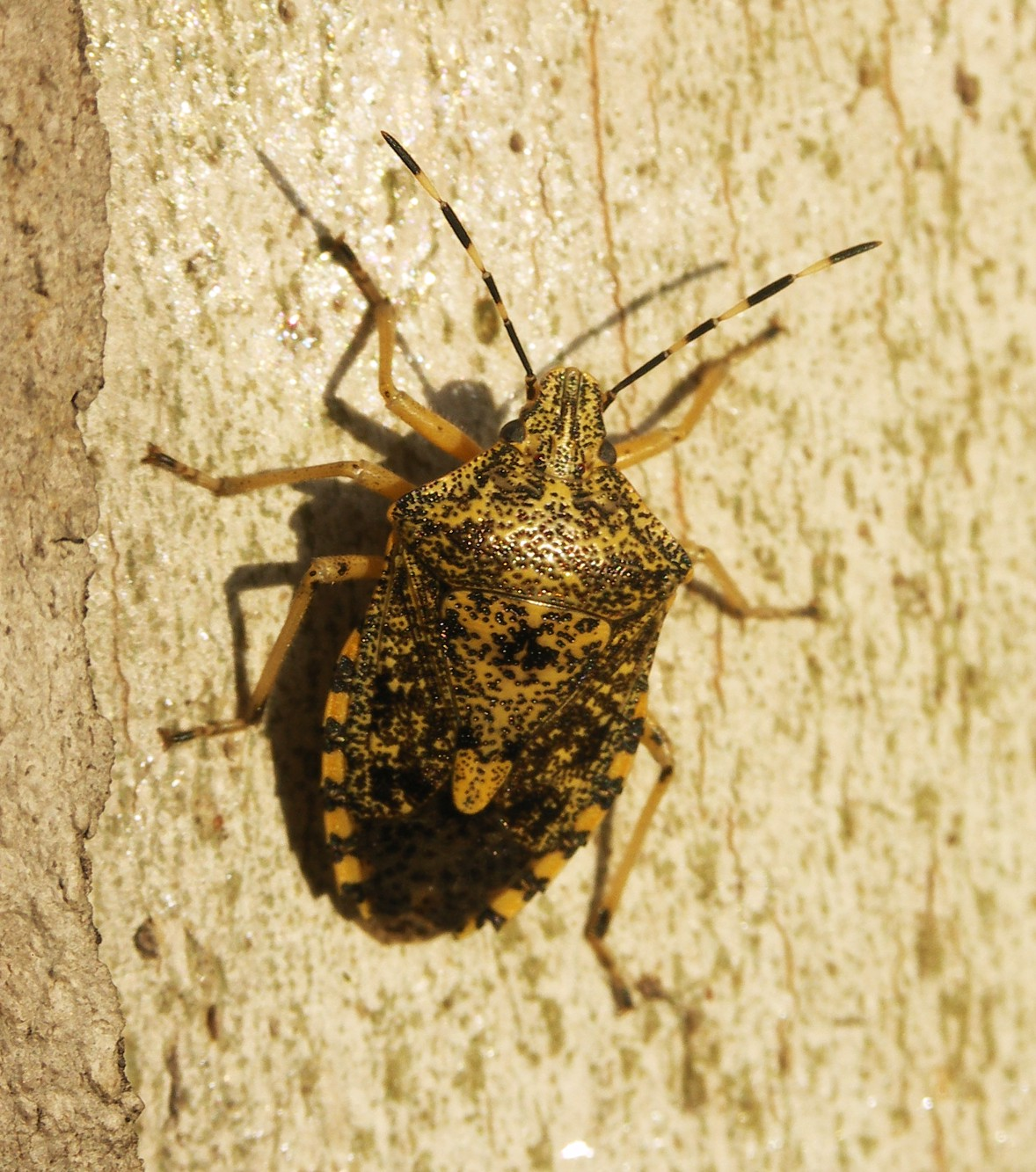
Raphigaster nebulosa
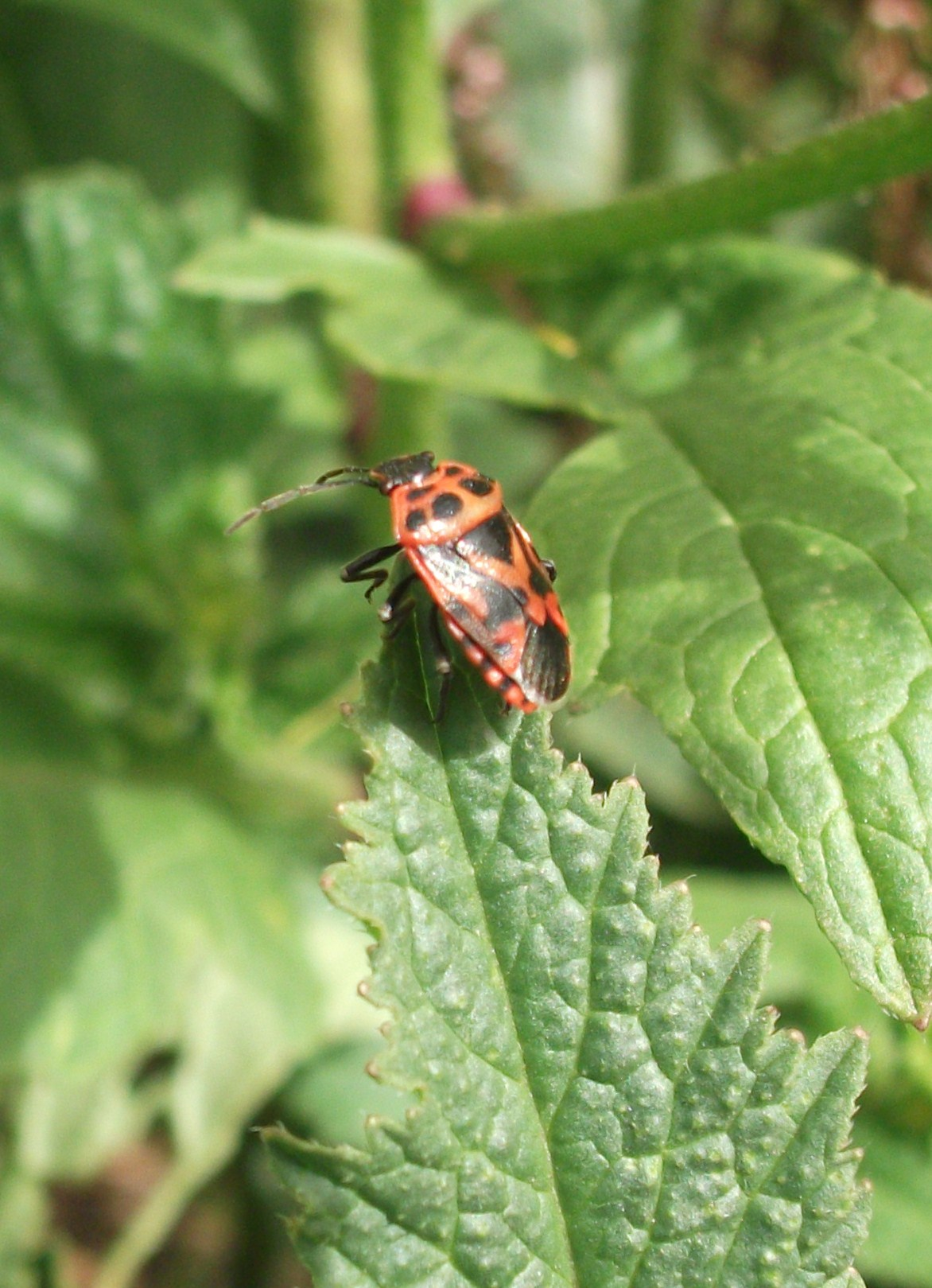
Eurydema ornatum
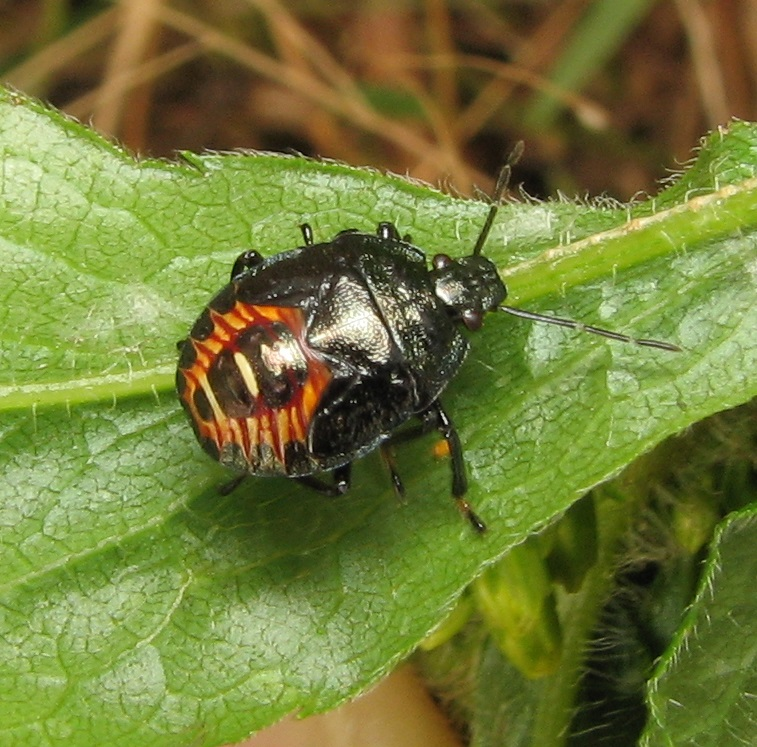
Perillus, ninfa